# Schwanthalerstraße
Die Schwanthalerstraße ist eine etwa 1,8 km lange Innerortsstraße in den Münchner Stadtbezirken Ludwigsvorstadt-Isarvorstadt und Schwanthalerhöhe.

## Beschreibung
Sie führt in Ost-West-Richtung von der Sonnenstraße über den Bavariaring bis zur Ganghoferstraße und verbindet somit das Stadtzentrum mit dem Münchner Westen. Sie wandelt sich von einer breiten drei- bis vierspurigen Verkehrsstraße zu einer Tempo-30-Zone bis hin zu einer Einbahnstraße.

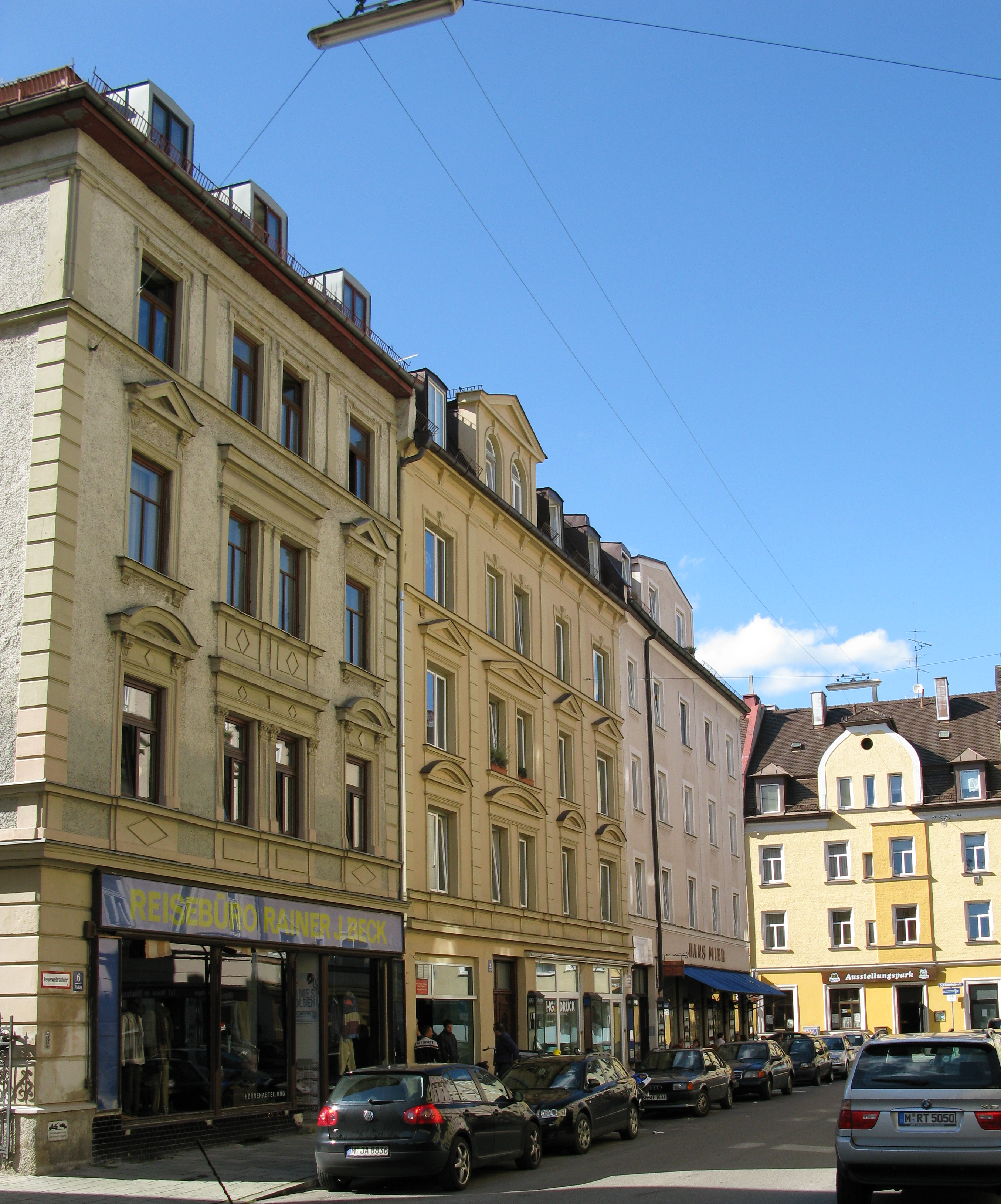
Ecke Schwanthalerstr./Parkstraße

An der Schwanthalerstraße 13 liegt das Deutsche Theater München, an der Schwanthalerstraße 51 die Sabel Schule, an der Schwanthalerstraße 64 das Münchner Gewerkschaftshaus, an der Schwanthalerstraße 80 das Eine-Welt-Haus, an der Schwanthalerstraße 81 das LORA München. In der Schwanthalerstraße 88 befand sich bis 1928 der Firmensitz der  bayerische Hofglasmalerei Ostermann & Hartwein. Die Schwanthalerstraße war der erste Firmensitz des Reifenherstellers Metzeler.
Sie wurde 1850 nach dem Bildhauer Ludwig Schwanthaler (1802–1848) benannt.

## Baudenkmäler
In der Schwanthalerstraße gibt es 28 Baudenkmäler, siehe auch: Liste der Baudenkmäler in der Ludwigsvorstadt und Liste der Baudenkmäler in der Schwanthalerhöhe.

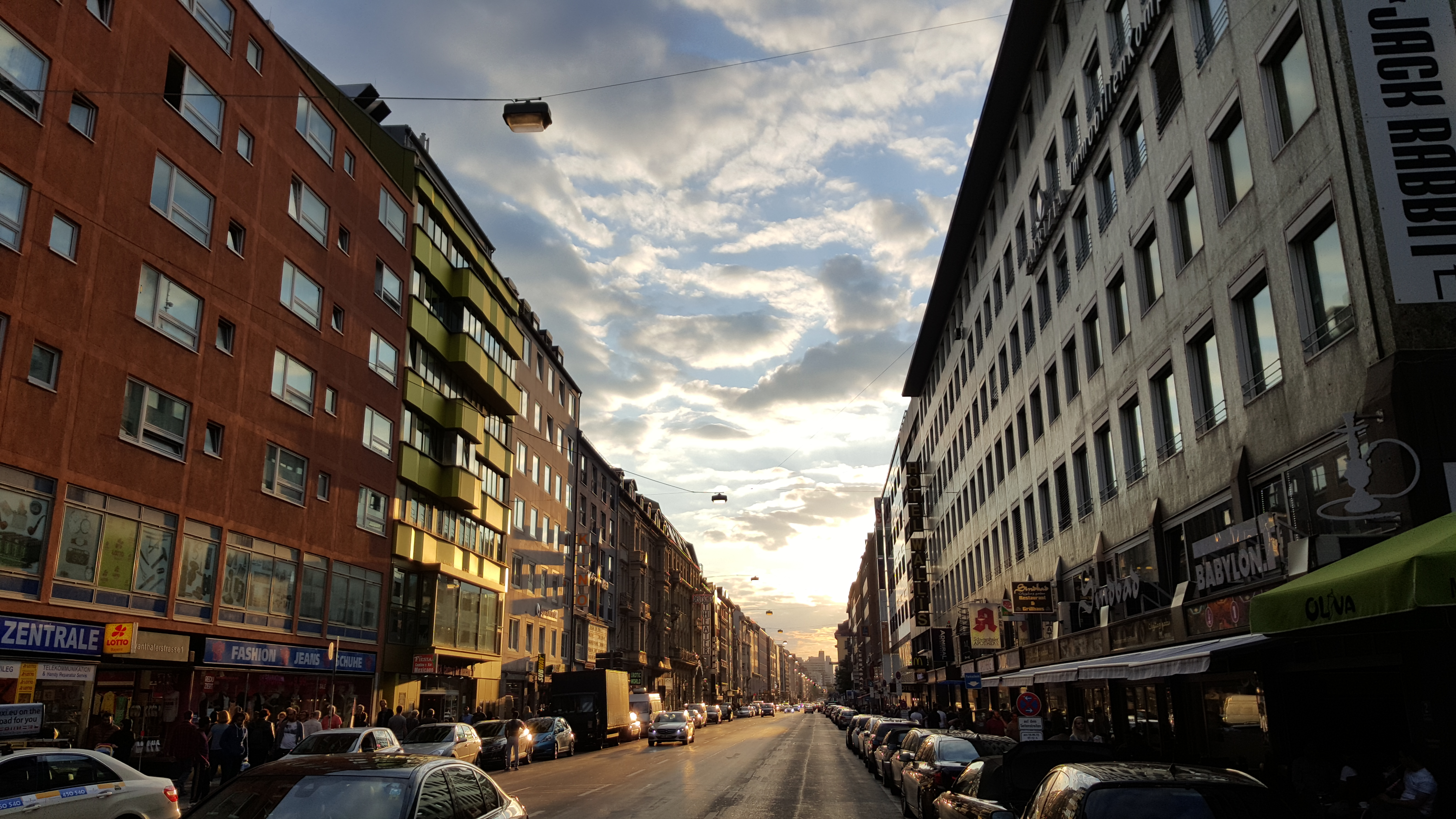
Blick von der Sonnenstraße Richtung Westen
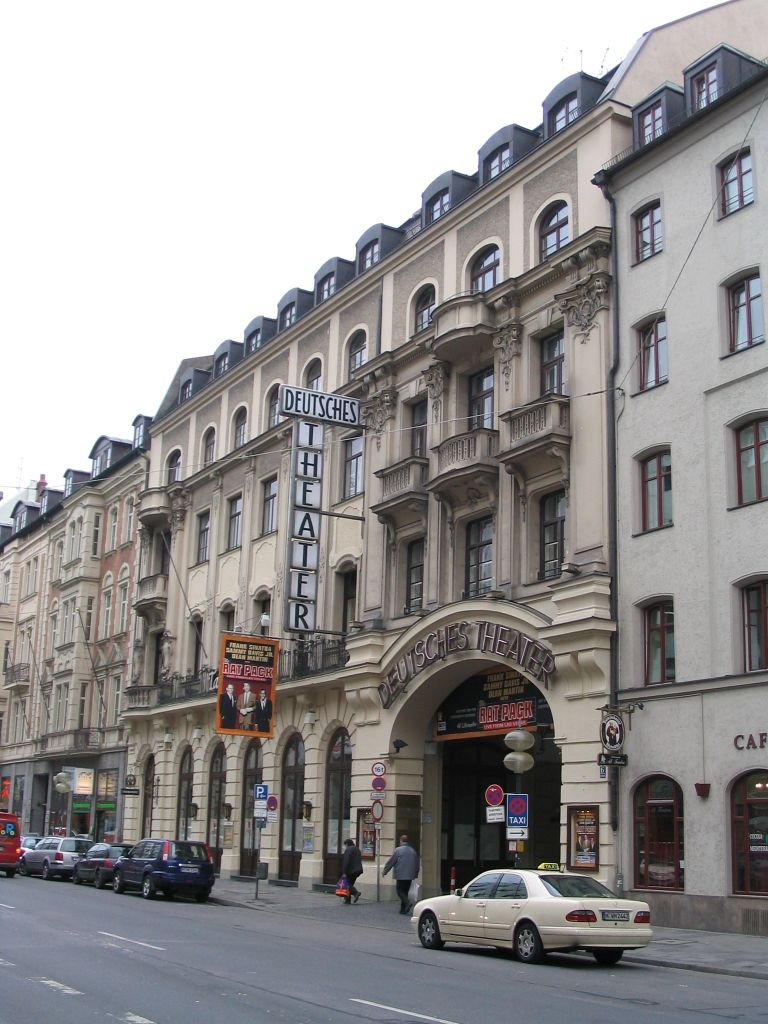
Deutsches Theater München (13)
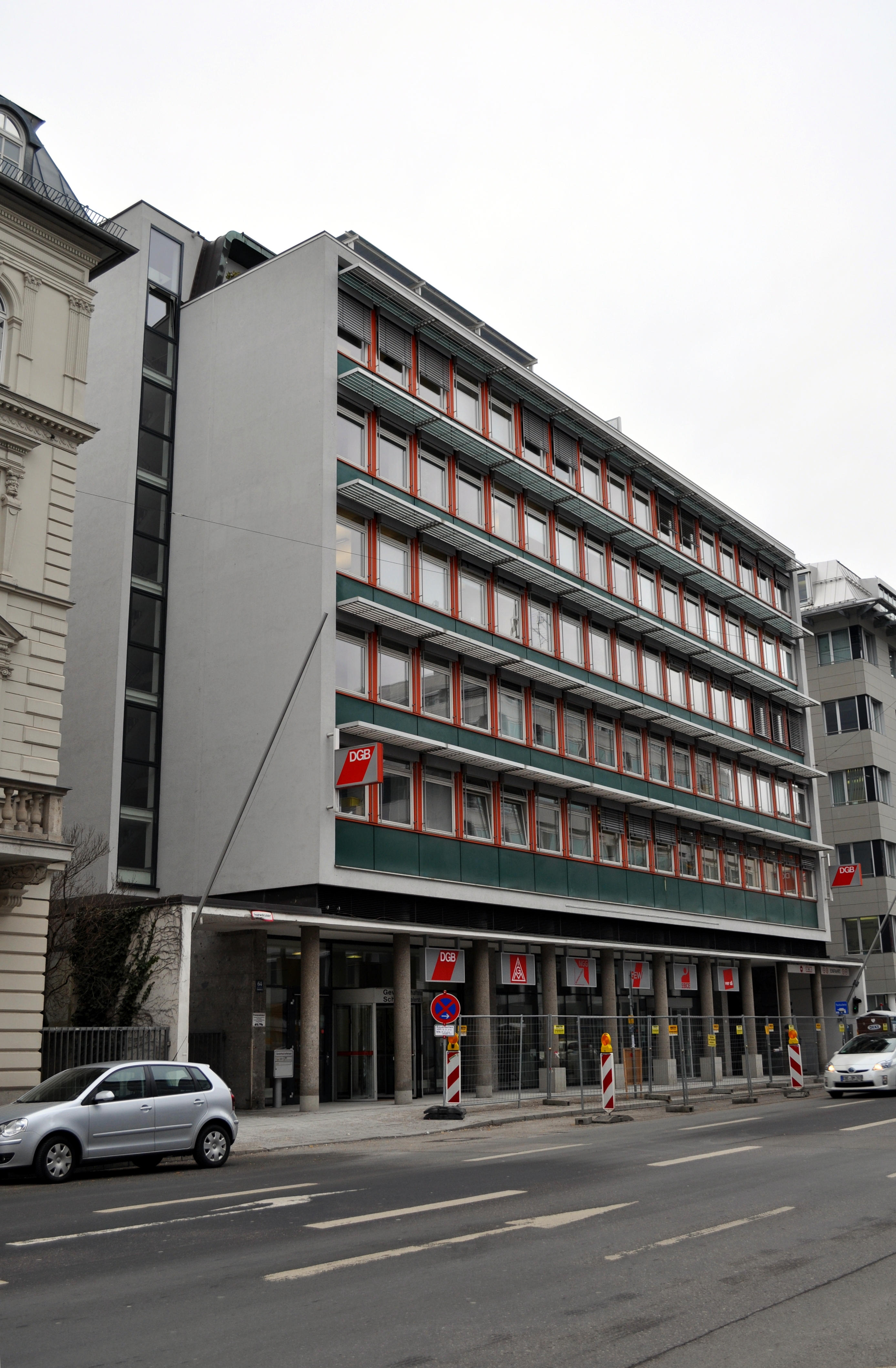
Münchner Gewerkschaftshaus (64)